# Mariano Benito Barrio Fernández
Mariano Benito Barrio Fernández, španski rimskokatoliški duhovnik, škof in kardinal, * 21. november 1805, Jaca, † 20. november 1876.

## Življenjepis
Leta 1830 je prejel duhovniško posvečenje.
17. decembra 1847 je bil imenovan za škofa španske Kartagine; škofovsko posvečenje je prejel 5. marca 1848. 18. junija 1861 je postal nadškof Valencie.
22. decembra 1873 je bil povzdignjen v kardinala in imenovan za kardinal-duhovnika Ss. Giovanni e Paolo.